# Mellicta faivrei
Mellicta faivrei är en fjärilsart som beskrevs av Le Charles 1920. Mellicta faivrei ingår i släktet Mellicta och familjen praktfjärilar. Inga underarter finns listade i Catalogue of Life.